# Silloge
Una silloge (dal greco συλλογή) è una raccolta antologica di scritti letterari, storici o giuridici, di uno o più autori.
Il termine ha assunto diversi significati nel corso del tempo. Nel Medioevo una silloge era una raccolta manoscritta di poesie di autori vari.
La silloge veniva strutturata da un compilatore, il quale poteva avere anche la funzione di coordinare un gruppo di copisti. Essi copiavano le poesie senza però menzionarne gli autori, poiché nel Medioevo si riteneva che l'opera d'arte in genere fosse res nullius, una cosa di nessuno.
Con lo stesso termine vennero anche designate le opere in prosa di raccolte universali del sapere nei vari campi, come ad esempio il cosiddetto enciclopedismo bizantino.